# Opothleyahola

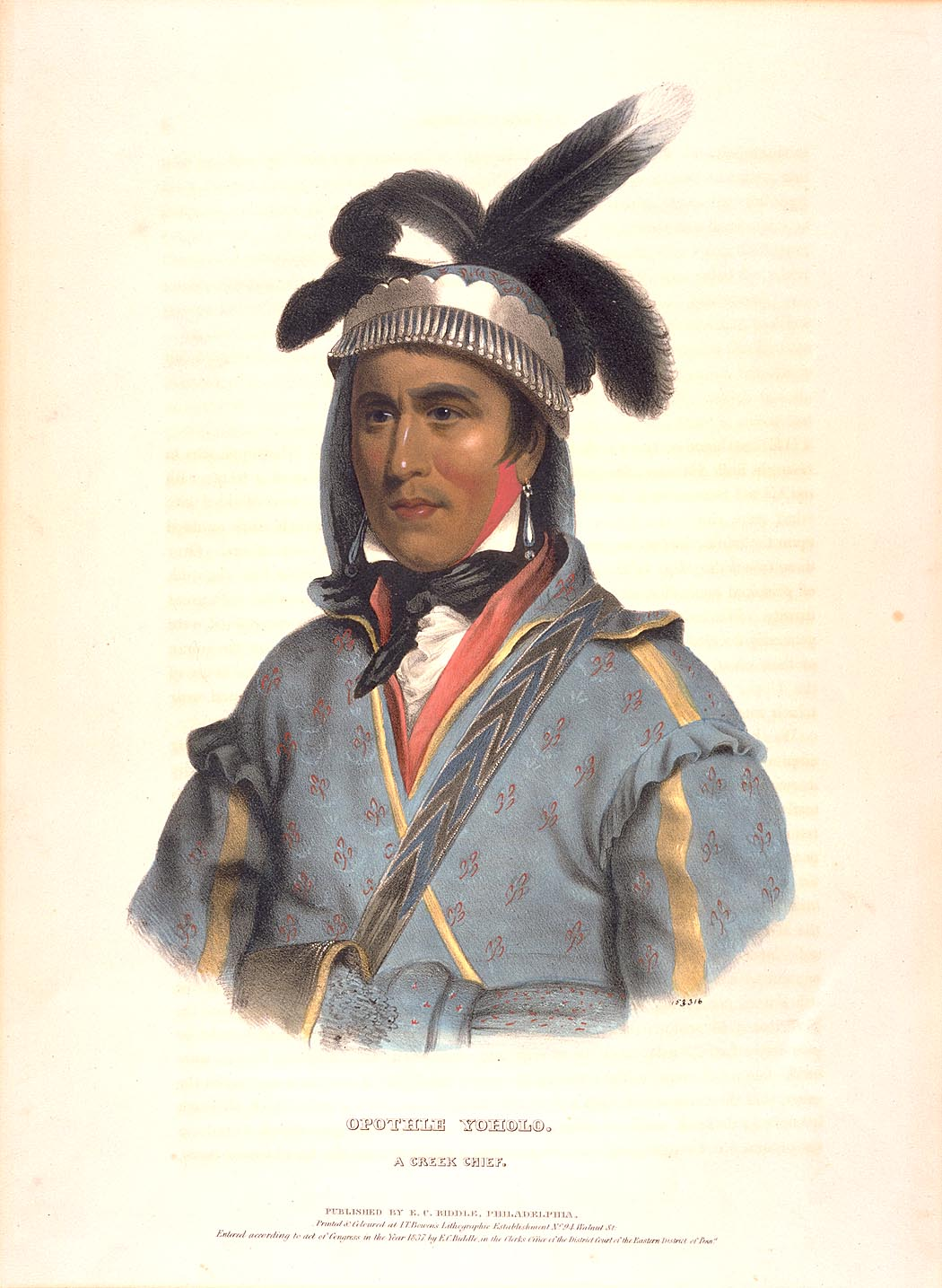
Chân dung Opothleyahola thời thập niên 1830

Opothleyahola,, hay Opothle Yohola, Opothleyoholo, Hu-pui-hilth Yahola, Hopoeitheyohola, (khoảng năm 1798 – 27 tháng 3 năm 1863) là một tù trưởng bộ lạc Muscogee Creek, nổi tiếng có tài biện thuyết, và là phát ngôn viên của hội đồng dân bản địa vùng Upper Creek. Ông chiến đấu chống chính phủ Hoa Kỳ trong chiến tranh Da Đỏ. Trong Nội chiến Hoa Kỳ ông đem quân giúp Liên bang miền Bắc.